# Linha do tempo

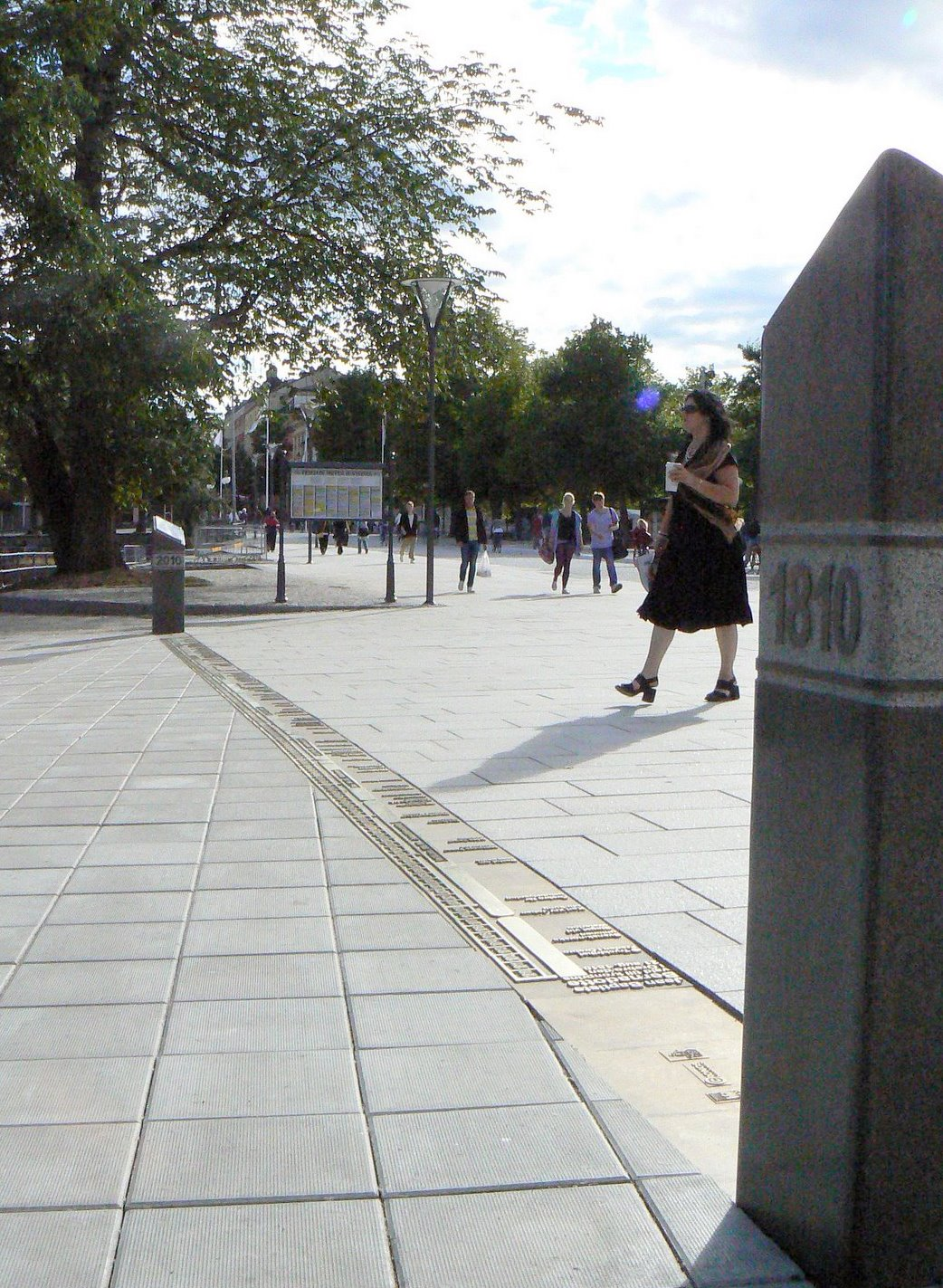
A linha do tempo em bronze "Quinze metros de História" com placa informativa em Örebro, Suécia.

Linha do tempo geralmente consiste num desenho gráfico que mostra uma barra longa com a legenda de datas junto da barra do uso do tempo que (normalmente) indica os eventos junto dos pontos onde eles aconteceram.

## Utilizações de linha do tempo
As linhas do tempo são normalmente utilizadas na educação para ajudar estudantes e investigadores a compreender os eventos e estabelecer relações dos eventos num determinado assunto. Estas normalmente mostram os períodos do tempo entre dois eventos.

### História
Linhas do tempo são particularmente úteis para estudar história, pois dão uma ideia das mudanças que ocorreram nesse tempo. As guerras e movimentos sociais são mostradas como linhas do tempo. Estas são úteis para as biografias. Exemplos incluem:
- Cronologia oxfordiana das peças de William Shakespeare
- Cronologia da Primeira Guerra Mundial

### Ciências naturais
As linhas do tempo também são usados no mundo natural e ciências, para temas como  astronomia, biologia e geologia:
- Cronologia da pandemia de gripe A de 2009
- Escala de tempo geológico
- Cronologia do Universo
- Linha do tempo da evolução

### Gestão de projectos
Outro tipo de uso de linhas do tempo é para gestão de projectos. Nestes casos, as linhas do tempo são usadas para ajudar o participantes da equipe saberem quais objectivos devem ser alcançados e prazos. Por exemplo, no caso de estabelecer a linha do tempo na implementação do desenvolvimento de programas de computador.

## Escala de tempo
Linhas do tempo usam qualquer escala de tempo, dependendo do assunto e dados. A maioria das linhas do tempo usam uma escala linear, onde uma unidade de distância é igual a um determinado período de tempo. Esta escala do tempo é dependente dos eventos na linha do tempo. A linha do tempo da evolução pode ser ao longo de milhões de anos, enquanto que a linha do tempo para o dia dos atentados de 11 de setembro pode ocorrer ao longo de minutos. Enquanto a maioria das linhas do tempo utiliza uma escala de tempo linear, para intervalos muito grandes ou pequenos, usa-se a linha do tempo logarítmica para representar o tempo.

## Tipos de linhas do tempo
- Linhas do tempo em texto

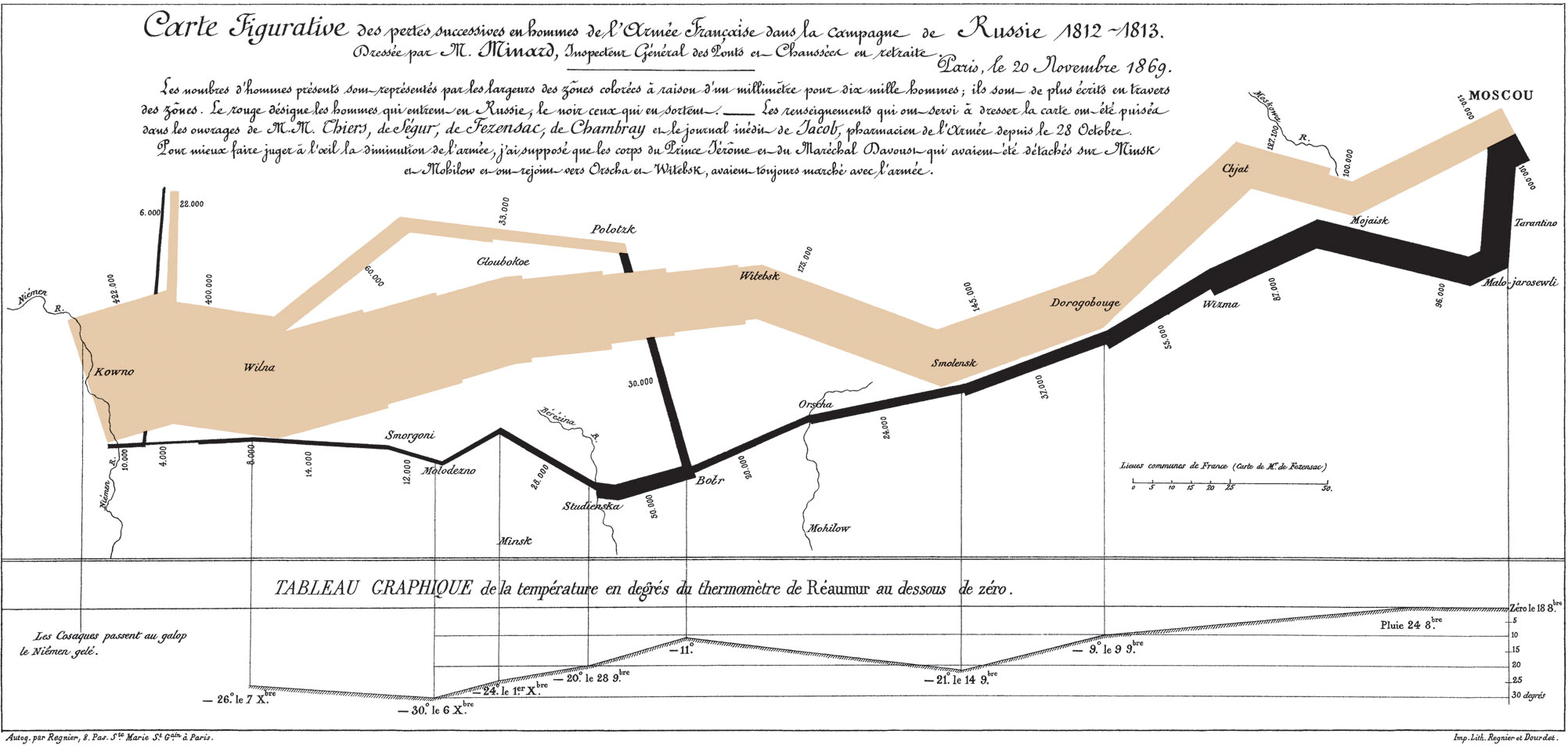
A informação gráfica de Charles Minard sobre a marcha de Napoleão

- Linhas do tempo com números ː as legendas são números, onde é habitual o uso da linha gráfica.

Existem vários meios de visualização de linhas do tempo. Historicamente, eram imagens impressas ou pintadas em papel, com trabalhos feitos em design gráfico, e o meio que o artista entendeu para dispor os dados. O mapa de Minard de (1861) sobre a invasão da Rússia serve de exemplo de linha do tempo que usa a geografia como parte da vista.
As linhas do tempo não são limitadas por espaço de data e limitações funcionais, e são digitais e interativas, criadas normalmente com software de computadores.